# Elaine Morgan
Elaine Morgan (Hopkinstown, 7 de novembro de 1920 — Mountain Ash, 12 de julho de 2013), FRSL, OBE, foi uma premiada autora da televisão britânica e uma cientista que desafiou a academia primeiro com a visão feminista da evolução humana e, mais tarde, como ardorosa defensora da proposta da hipótese do macaco aquático onde expõe a ideia de que, ao evoluir, os primeiros hominídeos tiveram uma fase na água.

## Biografia
Seu nome de nascimento era Elaine Floyd, e viviam em Hopkinstown (próximo a Pontypridd), sua mãe era filha de moradores da parte ocidental da Inglaterra que se mudaram para o País de Gales a fim de trabalharem nas minas de carvão mas que sucumbiram às bebidas; seu pai era um mineiro que trabalhava no bombeamento das minas até que em 1929 esta profissão passou a ser desnecessária e veio a morrer quando a filha era adolescente.
Decidida a vencer a pobreza pelo estudo, recebeu da mãe todo o apoio; durante onze anos então ela trabalhou no Lady Margaret Hall, em Oxford, ali se tornando primeiro secretária e depois presidenta do Labor Club da universidade; após sua formatura lecionou por um período de três anos na Workers' Educational Association.
Durante a Segunda Guerra Mundial, já de volta a Gales, certa vez foi a uma reunião em Pontypridd que tinha por principal palestrante um professor de francês que havia lutado na Guerra Civil Espanhola, Morien Morgan; vieram a se casar em 1945 e da união teve dois filhos naturais e um terceiro adotado.
Já no começo da década de 1950 ela passou a escrever para a televisão, como forma de ajudar na renda familiar, antes mesmo de a família ter dinheiro para possuir um aparelho próprio para assistir; vendeu de início três roteiros e seus créditos incluem adaptação de Testament of Youth, How Green Was My Valley de 1975, The Life and Times de David Lloyd George de 1981 além de episódios de Dr. Finlay's Casebook (série da BBC exibida nos anos 1970 e 1980).

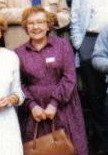
Morgan, em 1987

Em 1972 ela publicou o livro intitulado ''The Descent of Woman", um livro em que pela primeira vez alguém critica o forte sexismo da teoria da savana, que defende que os seres humanos evoluíram ao seu estado atual porque os ancestrais foram caçadores; o título da obra remete ao livro de Charles Darwin, The Descent of Man (A Descendência da Mulher e A Descendência do Homem, respectivamente). A motivação da obra foi, além do caráter amplamente sexista das teorias vigentes popularizadas por autores como Robert Ardrey e Desmond Morris ao qual se juntou o livro On Aggression do futuro Nobel Konrad Lorenz, a  descoberta por Morgan do trabalho efetuado pelo abalizado biólogo marinho Sir Alister Hardy publicado em 1960 e que aventava a possibilidade de uma fase aquática na evolução do ser humano.
A teoria dominante dizia que os homens deixaram as características simiescas porque os machos passaram a caçar nas savanas, relegando o papel das fêmeas apenas ao da escolha dos machos, "teorias tarzanistas" como ela chamou. Na hipótese aquática, contudo, a mulher tinha um espaço maior no papel seletivo e Morgan teve apoio de Hardy na sua publicação; ali ela desenvolveu ideias como a de que enquanto as mulheres e os filhos se tornariam presas fáceis se abandonadas pelos homens em suas caçadas, elas procuravam a segurança no meio aquático; assim, para quebrar mariscos desenvolveu instrumentos; entrando na água com o filho no colo, desenvolveu o bipedismo, etc.
A reação do meio acadêmico foi de descartar a obra mas o movimento feminista deu-lhe apoio, o que a motivou a procurar dar maior embasamento científico nos trabalhos seguintes sobre a evolução: "The Aquatic Ape" de 1982, "The Scars of Evolution", “The Descent of the Child” de 1994, "The Aquatic Ape Hypothesis" de 1997 e "The Naked Darwinist", de 2008.
Foi somente nos anos finais de sua vida que a hipótese aquática da evolução ganhou maior embasamento e aceitação, com novas descobertas que mostravam que o homem tornara-se bípede muito antes da formação das savanas.
Em 2003 passou a assinar uma coluna no Western Mail que em 2011 lhe rendeu o prêmio da colunista do ano pela Society of Editors' Regional Press Awards, mesmo ano em que lhe morrera um dos filhos (o esposo tinha já falecido, em 1997).
Em 2009 tornou-se Officer of the Most Excellent Order of the British Empire (OBE) e Fellow da Royal Society of Literature (FRSL); como escritora já havia vencido dois Baftas e dois prêmios Writer's Guild.